# Bjärten (naturreservat)
Bjärten är ett naturreservat i Bjurholms kommun i Västerbottens län.
Området är naturskyddat sedan 2016 och är 30 hektar stort. Reservatet ligger vid västra stranden av sjön Bjärten. Reservatet består av sumpgranskog.